# Handrahalli, Kolar
Handrahalli là một làng thuộc tehsil Kolar, huyện Kolar, bang Karnataka, Ấn Độ.